# Arteria de la cola del páncreas
La arteria de la cola del páncreas es una arteria que se origina en la arteria esplénica.

## Ramas y distribución
Da ramas para la cola del páncreas y el bazo accesorio (porción desprendida o separada del bazo), cuando este último existe.